# Thomas J. Herbert

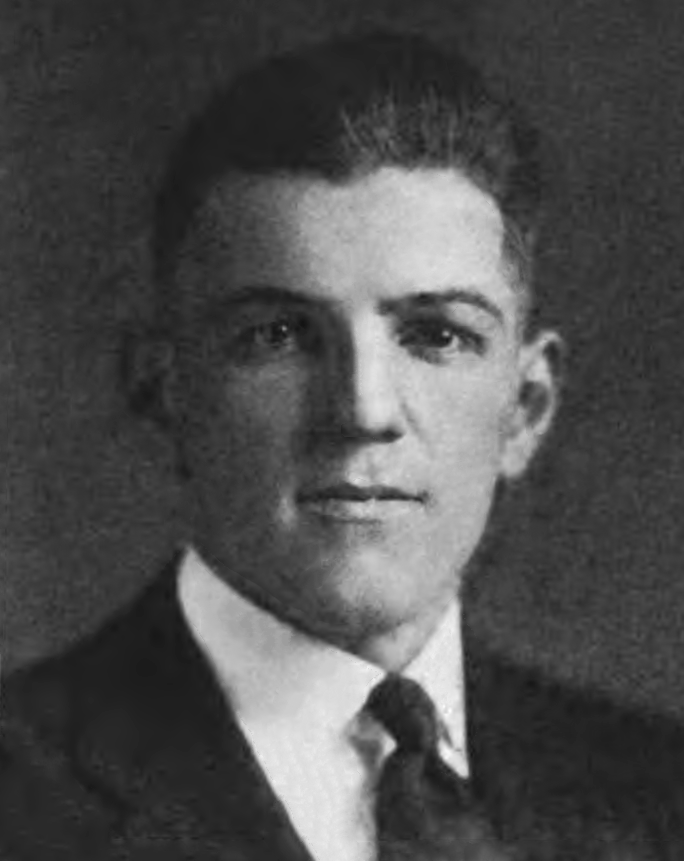
Thomas J. Herbert

Thomas James Herbert (* 28. Oktober 1894 in Cleveland, Ohio; † 26. Oktober 1974 in Grove City, Ohio) war ein US-amerikanischer Jurist und Politiker (Republikanische Partei) und von 1947 bis 1949 der 56. Gouverneur des Bundesstaates Ohio.

## Frühe Jahre
Herbert studierte am Adelbert College und bis 1915 an der Western Reserve University. Während des Ersten Weltkrieges war er bei den Fliegern der US Army. Bei einem Einsatz wurde er abgeschossen und schwer verletzt. Nach seiner Rückkehr studierte er noch vom Krankenbett aus Jura. Im Jahr 1920 machte er sein juristisches Examen. 1921 wurde er in der juristischen Abteilung der Stadtverwaltung von Cleveland als stellvertretender Abteilungsleiter eingestellt. Zwischen 1922 und 1923 war er stellvertretender Bezirksstaatsanwalt im Cuyahoga County.

## Politische Laufbahn
Zwischen 1929 und 1933 war Herbert stellvertretender Justizminister von Ohio. In dieser Eigenschaft wurde er mit der anwaltlichen Betreuung der öffentlichen Versorgungsbetriebe betraut. Im Jahr 1936 bewarb er sich erfolglos um den Posten des Justizministers. Zwei Jahre später erreichte er dann aber doch dieses Ziel und war von 1939 bis 1945 Attorney General von Ohio. Zeitweise war er auch Vorsitzender der Vereinigung aller Justizminister der Einzelstaaten der USA (National Association of Attorneys General). Im Jahr 1944 kandidierte Herbert erfolglos für das Amt des Gouverneurs.
Zwei Jahre später gelang es ihm, den amtierenden Gouverneur Frank J. Lausche zu schlagen und zum Gouverneur gewählt zu werden. Herbert trat sein neues Amt am 13. Januar 1947 an. In seiner zweijährigen Amtszeit senkte er die Steuern und setzte sich für die weitere Versorgung der Kriegsveteranen ein. Damals wurde auch ein Sanatorium für Tuberkulosepatienten erbaut. Auch ein umfangreiches Bauprogramm wurde aufgelegt. Viele Straßen des Staates wurden ausgebaut und asphaltiert.

## Weiterer Lebenslauf
Im Jahr 1948 unterlag er bei den Gouverneurswahlen seinem Vorgänger Lausche. Danach war er als Rechtsanwalt in Cleveland tätig. Im Jahr 1953 wurde er von Präsident Dwight D. Eisenhower in den Ausschuss zur Kontrolle verdächtiger Aktivitäten (Subversive Activities Control Board) berufen. Später wurde Herbert Vorsitzender des Ausschusses. Dieses Amt behielt er bis zum 1. Januar 1957. Zwischen 1957 und 1963 war er Richter am Supreme Court of Ohio. Thomas Herbert starb im Jahr 1974, zwei Tage vor seinem 80. Geburtstag. Er war mit Mildred Stevenson verheiratet, mit der einen Sohn hatte: John D. Herbert war von 1963 bis 1971 Finanzminister von Ohio.